# Meloe californicus
Meloe californicus är en skalbaggsart som beskrevs av Van Dyke 1928. Meloe californicus ingår i släktet Meloe och familjen oljebaggar. Inga underarter finns listade i Catalogue of Life.